# Otoyol 4
Die Autobahn Otoyol 4 (türkisch Anadolu Otoyolu, kurz O-4) ist eine Autobahn, die die Städte Istanbul und Ankara verbindet.
Die Autobahn ist beidseitig dreispurig ausgebaut. Die 1990 bis 2007 erbaute Straße schließt in Istanbul an die O-2 an und endet an der O-20. Zu den Anschlussstellen Samandira, Kurtköy, Şekerpinar, Gebze, İzmit Batı und Gerede führen Autobahnzubringer mit je zwei Spuren je Richtung.
Die Autobahn umfasst sechs Tunnel, wovon der Bolu-Tunnel bei der Stadt Bolu mit 3200 Metern der längste ist.

## Streckenverlauf
Die Otyol 4 beginnt in Ataşehir als Abzweig Richtung Osten von der Istanbuler Stadtautobahn Otoyol 2 und gelangt durch dichtbesiedeltes Gebiet der Provinz Istanbul östlich von Gebze an den Golf von Izmit und dessen Ende, die gleichnamige Stadt. Von hier aus geht es entlang der Nordanatolische Verwerfung über das Südufer des Sapanca Gölü (Sapanca See) Adapazarı und Hendek, wo sie die Otoyol 7 aufnimmt, nach Düzce. Das Becken von Düzce wird südlich der gleichnamigen Provinzhauptstadt passiert, um ostwärts im Bolu-Tunnel unter dem gleichnamigen Bergmassiv in das Becken von Bolu zu gelangen. Die Stadt Bolu umfährt die Autobahn im weiten Becken nördlich großzügig und biegt dann bei Gerede, an Oberläufen des Flusses Melan, in südöstlicher Richtung gen Ankara ab. Dabei quert sie das Gebirgsmassiv des Galatischen Vulkankomplex (Köroğlu-Işık Dağları) und tangiert die Çamlıdere-Talsperre bzw. quert den Oberlauf des Kirmir Çayı. Die Autobahn endet an der nordwestlichen Ecke des Autobahnrings von Ankara.